# Xi Yuanping
Xi Yuanping (chinês simplificado :习远平; chinês tradicional:習遠平; pinyin: Xí Yuǎnping, nascido em novembro de 1956) é o irmão mais novo do atual Secretário-Geral do Partido Comunista Chinês, Xi Jinping, e é um dos filhos de Qi Xin e Xi Zhongxun. Ele é atualmente o presidente da Associação Internacional de Conservação de Energia e Proteção Ambiental.